# Resolución 17 del Consejo de Seguridad de las Naciones Unidas
La resolución 17 del Consejo de Seguridad de las Naciones Unidas, aprobada el 10 de febrero de 1947, determinó que la Comisión creada mediante la resolución 15 no fue facultada para exigir a los gobiernos de Grecia, Albania, Bulgaria o Yugoslavia a posponer las ejecuciones de sus prisioneros políticos, a menos que alguno de estos prisioneros pudiera dar testimonio que ayudase a la Comisión en su tarea.
La resolución fue adoptada por 9 votos a favor, con 2 abstenciones de Polonia y la Unión Soviética.